# Fusigobius pallidus
Gobie pâle
Espèce
Fusigobius pallidus, communément nommé Gobie pâle, est un poisson marin qui appartient à la famille des Gobiidae.
Le Gobie pâle est présent dans les eaux tropicales de l'Indo-Ouest Pacifique soit des côtes orientales de l'Afrique aux Philippines.
Ce Gobie pâle est un poisson de petite taille pouvant atteindre 6 cm de long.